# ماجرای استودیو
ماجرای استودیو فیلمی به کارگردانی  و نویسندگی حیدر صارمی ساختهٔ سال ۱۳۳۷ است.

## بازیگران
- حیدر صارمی
- ناصر کوره چیان
- علی کمیلی
- روحیه زندی
- مهدی کریمی
- خفانشو